# Ketoza
Ketoza je stanje koje karakterizira povišene vrijednosti koncentracije ketonskih tijela u krvi, do čega dolazi kada jetra zbog energetskih potreba pretvara masti u masne kiseline i ketonska tijela. 
Ketonska tijela su nusprodukti koji nastaju tijekom beta oksidacije masnih kiselina, kada od masnih kiselina nastaje acetil-CoA (acetil koenzima A) koji ulazi u Krebsov ciklus.
Do ketoze obično dolazi kada se poveća korištenje masnih kiselina za dobivanje energije, kao npr. kod nedostatka glukoze tijekom gladovanja.